# Moranguinho: O Filme Doces Sonhos
Strawberry Shortcake: The Sweet Dreams Movie (Brasil: Moranguinho: O Filme Doces Sonhos ) é um filme americano de animação por computação gráfica de 2006 produzido pela DiC Entertainment, e estreou nos cinemas americanos no dia 7 de outubro de 2006 e foi distribuído pela Kidtoon Films. É o primeiro filme de longa-metragem que apresenta o mesmo nome da propriedade da American Greetings, que estrelou as dubladoras originais Sarah Heinke, Rachel Ware, Nils Haaland e Bridget Robbins. O filme também inclui a primeira aparição do vilão, o Homem Torta do Pico do Porco Espinho desde os especiais da Moranguinho feitos pela Nelvana há mais de vinte anos atrás.
É a quarta vez que a DiC lançou um filme de animação nos cinemas, seguido pelos filmes Here Come the Littles, Rainbow Brite and the Star Stealer e Heathcliff: The Movie entre os anos 80. A Fox Home Entertainment lançou The Sweet Dreams Movie em DVD em 6 de fevereiro de 2007.

## Enredo
Moranguinho está sonhando com um mundo cheio de frutas que ela e suas amigas possam compartilhar. Mas quando o Homem Torta do Pico do Porco Espinho trata de ir para Morangopolis, seus sonhos e amizades começam a morrer, levando a uma cultura cujo estoque tem sido devorada pelos "Pássaros Frutas". Depois de organizar uma festa do pijama com as amigas, Moranguinho viaja para a Terra dos Sonhos em uma nave de sonhos que Ginger Snap construiu, a fim de parar o Homem Torta de assumir a sua residência.

## Produção
DiC Entertainment anunciou a primeira notícia do filme em 1 de junho de 2005, como a franquia the Strawberry Shortcake estava comemorando seu 25° aniversário. O roteiro foi escrito por Carter Crocker, cujos créditos anteriores incluíram as sequências de Disney,Peter Pan 2 - De Volta à Terra do Nunca e Mogli - O Menino Lobo 2.
Durante a produção do filme, as encenações foram desenhadas por DiC em Los Angeles e enviadas para Omaha em Nebrasca, Ware House Productions. As dubladoras, em Omaha, gravaram em quatro dias. A música foi composta pelo músico de Los Angeles Andy Street.

## Lançamento
Em 30 de setembro de 2006, este filme recebeu a sua estreia mundial no Rose Theater for the Performing Arts de Omaha. American Greetings, DiC, e o Hospital Infantil de Omaha (onde também foi exibido) e a Rádio Disney patrocinou o evento. Também teve xibições especiais do filme em Cleveland no evento Toonaloo em 1 de outubro, no Los Angeles International Children’s Film Festival em 8 de outubro, e no Avalon Theatre em Washington, D.C. em 27 de janeiro de 2007.
Sweet Dreams foi lançado como parte do programa mensal Kidtoon Films' em 6 de outubro de 2006, durante as matinês de fim de semana em locais selecionados. O filme só foi exibido digitalmente, e não impresso no tradicional estoque 35mm; não tinha as principais revistas de imprensa durante sua estadia nos cinemas; e foi designado como um recurso diretamente em vídeo em primeiro lugar. Assim, como acontece com todos os filmes anteriores da Kidtoon, ele não é considerado uma versão de cinema legítima, de acordo com o especialista em animação Jerry Beck em seu site Cartoon Research.
Em janeiro de 2007, uma entrevista com a Animation Magazine, Leslie Nelson, membro da unidade Europeia da DiC, disse que o filme Sweet Dreams foi o maior sucesso para o programa Kidtoon, batendo as vendas de um recordista não revelado por 20%. Durante seu lançamento em outubro, mais de dois milhões de ingressos foram vendidos.
The Sweet Dreams Movie estreou em DVD na América do Norte em 6 de fevereiro de 2007, com cortesia de Fox Home Entertainment. Apesar de não existirem recursos especiais no próprio disco, cada cópia inclui um pacote especial de sementes de morangos orgânicos.
O filme teve a sua primeira aparição internacional conhecida quando o Disney Channel Ásia exibiu-o no "The Wonderful World of Disney" em março de 2007.  O Disney Channel Ásia desde então, reprisou o filme várias vezes. No entanto, o filme não foi lançado em VCD na região Asiática até dezembro de 2007, bem mais de 10 meses após o lançamento do DVD norte-americano de fevereiro de 2007 há mais de um ano depois de sua estréia nos cinemas do EUA.

## Recepção
Um dia antes da estréia do DVD, R.J. Carter do site home entertainment, The Trades, deu a The Sweet Dreams Movie um B- na categoria.  "Não é exatamente convincente", ele comentou sobre o enredo.  "É bobagem, e simples, e o doce meloso que é tudo o que é chamado em uma aventura de Strawberry Shortcake." Na animação de computador, ele disse: "Não se faz isso com uma tentativa de ir para o realismo, no entanto, como o produto final se parece mais com um elenco de plástico moldado bonecas da franquia do que meninas. Pense em qualquer uma das Barbie em DVD nas aventuras animadas de tarde, e você vai estar no estádio certo."
Alguns dias depois, Mike Long do DVD Talk expressou desapontamento sobre a história, o design do filme e o final, bem como as suas músicas, e avaliaram dando-lhe uma estrela de cinco. ele comentou, "Ela danifica a reputação de uma linha sólida de vídeos bons para crianças."

## Elenco
- Sarah Heinke – Strawberry Shortcake
- Rachel Ware – Angel Cake
- Samantha Triba – Ginger Snap/Female Dreambuilder
- DeJare Barfield – Orange Blossom
- Haley Hyden Sofer – Raspberry Torte
- Mary Waltman – Lemon Meringue
- Anna Jordan – Custard
- Nils Haaland – Pupcake / Sleepbug/Berry Birds/Dobbin
- Cork Ramer – Purple Pie Man
- Bridget Robbins – Sour Grapes
- Kim Jubenville Carlson – P.J.
- John Michael Lee – Sandman
- Gianno Maliani - Charlie/Male Dreambuilders/Cidadãos